# Pergaminho Sharrer

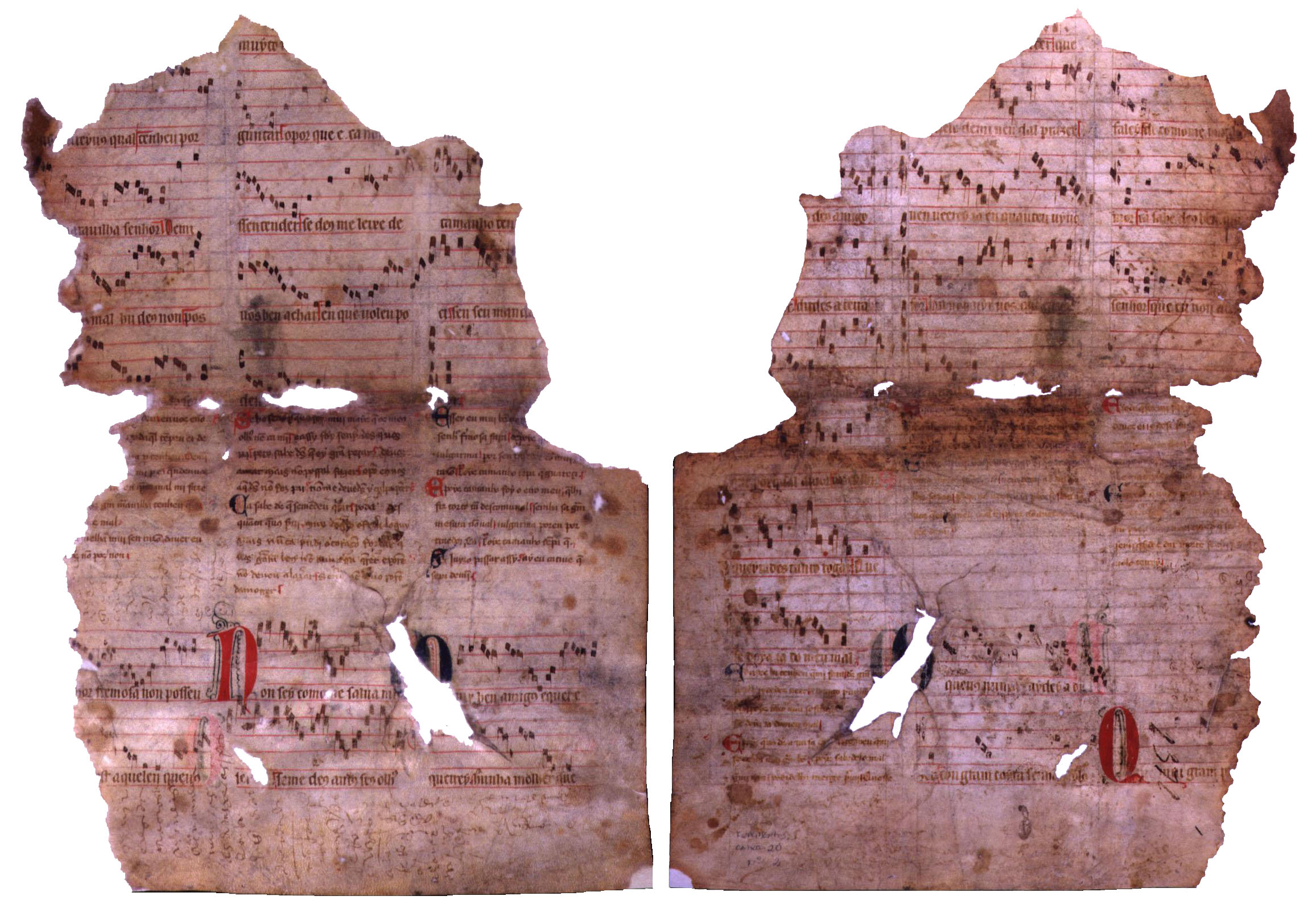
O Pergaminho Sharrer

O Pergaminho Sharrer é um fragmento de pergaminho medieval que contém partes de sete cantigas de amor de Dom Dinis, rei de Portugal, com poesias em língua galaico-portuguesa e notação musical.
O pergaminho foi descoberto em 1990 nos arquivos da Torre do Tombo de Lisboa pelo pesquisador Harvey L. Sharrer, da Universidade da Califórnia, Santa Barbara.
É um pergaminho roto e muito danificado, com texto em três colunas e com notação musical, que servia de capa para um livro do Cartório Notarial de Lisboa do século XVI.
Até então a única outra fonte de música profana galaico-portuguesa com notação era o Pergaminho Vindel, que traz sete canções do trovador Martim Codax, sendo que as outras fontes possuem a poesia, mas não a música.
As composições estão em estado fragmentário devido à deterioração do pergaminho e não trazem autoria, mas são as mesmas encontradas em coletâneas de poesia como o Cancioneiro da Biblioteca Nacional e o Cancioneiro da Vaticana, onde são atribuídas ao rei.
As canções são:
- Pois que vos Deus, amigo, quer guisar
- A tal estado me adusse, senhor
- O que vos nunca cuidei a dizer
- Que mui grão prazer que eu hei, senhor
- Senhor fremosa, no posso eu osmar
- Não sei como me salva a minha senhor
- Quis bem amigos, e quero e querrei